# Баштанская республика
Башта́нская респу́блика (укр. Баштанська республіка) — крестьянское территориальное формирование с центром в селе Полтавка Херсонской губернии (ныне город Баштанка Николаевской области Украины), существовавшее в сентябре-декабре 1919 года. Возникло в результате Баштанского восстания против вооружённых сил Деникина на территории Украины. Подконтрольная территория составляла до 1,5 тыс кв. км.

## История
15 сентября 1919 года в селе Полтавка началось крестьянское восстание против деникинской власти. К нему присоединились жители окрестных сёл Пески, Христофоровка, Балацкое (сейчас в составе села Христофоровка) Баштанского района, и Сергеевка Березнеговатского района.
Датой возникновения республики доктор исторических наук Юрий Котляр называет 30 сентября 1919 года, когда был сформирован штаб Баштанской республики. Его возглавили представитель Украинской партии социалистов-революционеров (боротьбистов) Павел Тур и его брат, беспартийный Иван Тур. Под руководством Павла Тура был проведён ряд боевых операций, в частности, взорваны железнодорожные пути между станциями Явкино и Новополтавкой, Лоцкино и Явкино, нарушена телеграфная связь по линии Херсон-Николаев-Полтава-Харьков, заняты село Гороховка (сейчас поселок городского типа), Каливка и станция Водопой (сейчас на территории города Николаева). Также был организован поход на Николаев. Повстанцы поддерживали связи с существовавшей с сентября 1919 года Висунской народной республикой (с центром в посаде Висунск, сегодня село Березнеговатского района).

## Подавление восстания и ликвидация республики
12 ноября 1919 года село Полтавка было захвачено войсками генерал-майора Якова Слащёва, однако очаги партизанского сопротивления Баштанской республики, базой который стала еврейская колония Ефингар (сейчас село Плющёвка Баштанского района). Отряд насчитывал 200 бойцов и использовал тактику рассеивания. Повстанцы действовали около колонии Добра (сейчас село Доброе Баштанского района) и села Березовка. Окончательно отряд Баштанской республики был разгромлен силами Белого движения 27 декабря 1919 года в селе Полтавка.

## Оценки
Котляр писал, что повстанческое движение на Николаевщине в 1919 году достигло наивысшей точки развития. Были созданы формирования государственного типа – Висунская и Баштанская республики, которые в сложных условиях Гражданской войны пытались создать «крестьянскую власть», объединив вокруг нескольких больших сёл несколько волостей. В республиках сложился симбиоз «крестьянской вольницы» и партийной дисциплины, который, по мнению учёного, оказался жизнеспособным, и давал возможность на протяжении нескольких месяцев противостоять численно превосходящим войскам армии Деникина.

## Память
- В 1925 году IX Всеукраинский съезд советов принял постановление о награждении села Полтавка (Баштанка) почётным Красным Знаменем[3]:63.
- Украинский советский писатель Юрий Яновский написал пьесу про Баштанскую республику «Дума о Британке», которая была экранизирована на киностудии имени Довженко в 1969 году, также посещение писателем в 1930-х годах Висунска и Полтавки (Баштанки) и общение с участниками повстанческого движения оказало влияние на романы «Всадники» и «Четыре сабли»[3]:51-52.